# Anne-Arsène Charton-Demeur
Anne-Arsène Charton-Demeur (Saujon, Charente Marítim, 5 de març de 1821 - París, 30 de novembre, 1892) fou una soprano francesa.
Començà la seva carrera en els teatres de Bordeus i Tolosa, passant després al Théâtre de la Monnaie de Brussel·les. Allà va contraure matrimoni amb el professor de flauta Demeus, amb el que va recórrer els teatres de l'Òpera Còmica de París, Sant Petersburg, Madrid, Nova York, L'Havana, fins al 1862 en què es presentà en el Teatre Italià de París amb l'Otello, estrenant poc temps després a Baden l'òpera de Berlioz Béatrice et Bénédict. Més tard estrenà l'òpera del mateix compositor Les troyens, cantant d'una forma admirable la part de Dido, en la que va assolir un gran triomf per la seva bella veu de soprano i els seus dots de cantatriu dramàtica i apassionada.
Al cap de poc temps d'enviudar, deixà el teatre en ple èxit.